# Parque Nacional de Ulu Temburong
O Parque Nacional de Ulu Temburong é um parque nacional localizado na província de Temburong, no Brunei. Foi criado em 1993 e ocupa praticamente a metade sul do território de Temburong.

## Geografia
Temburong é o único dos quatro daerah que se encontra fisicamente separado dos restantes, constituindo, portanto, um exclave do sultanato de Brunei. O seu território contém um rico património de floresta virgem equatorial, já que as reservas de petróleo do país evitaram a exploração de outros tipos de recursos como, por exemplo, as plantações para obtenção de óleo de palma.
Assim, as autoridades de Brunei decidiram criar o Parque Nacional de Ulu Temburong, com o objectivo de preservar um magnífico património natural que inclui uma magnífica diversidade de seres vivos. Numa zona de difícil acesso, o parque abriu as portas ao público em 1996. Porém, a zona de visitação é de apenas 100 hectares, dentro dos cerca de 50000 hectares que constituem a área protegida.

## Biologia e Ecologia

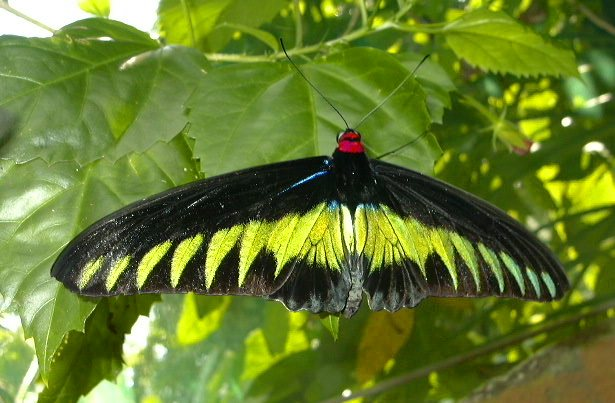
Borboleta macho de Trogonoptera brookiana, espécie representada em Ulu Temburong.

O território de Temburong está, na sua maior parte, ocupado por floresta mista de dipterocarpáceas, uma família de plantas que se encontram quase exclusivamente no Sudeste Asiático e que compreende uma grande variedade de espécies arbóreas. São estas espécies que constituem o dossel florestal de Ulu Temburong. Ao longo das margens dos rios e nos declives rochosos encontram-se palmeiras, fetos, musgos e líquenes.
A riqueza da fauna é também grande. Segundo estimativas, pensa-se que possam ocorrer cerca de 400 espécies de borboletas na área do Parque, incluindo algumas espécies emblemáticas como Trogonoptera brookiana. 
Quanto às aves, podem-se observar espécies como Anorrhinus galeritus e Buceros rhinoceros (calau-rinoceronte). O "rei" dos primatas das florestas do Bornéu, o orangotango, não se encontra em Temborang. Essa primazia cabe ao gibão-de-bornéu (Hylobates muelleri), cujo chamamento, bem sonoro, pode ser ouvido todas as manhãs.